# Пелагеївка (Кропивницький район)
Пелаге́ївка (до 2024 — Першотравневе) — селище в Україні, у Долинській міській громаді Кропивницького району Кіровоградської області. Населення становить 527 осіб. Колишній центр Першотравневої сільської ради.

## Назва
19 вересня 2024 року Верховна Рада підтримала перейменування селища Першотравневе на Пелагеївка. 26 вересня 2024 року перейменування набуло чинності.

## Населення
Згідно з переписом УРСР 1989 року чисельність наявного населення селища становила 616 осіб, з яких 307 чоловіків та 309 жінок.
За переписом населення України 2001 року в селищі мешкало 526 осіб.

### Мова
Розподіл населення за рідною мовою за даними перепису 2001 року:
| Мова       | Відсоток |
| ---------- | -------- |
| українська | 94,50 %  |
| російська  | 2,66 %   |
| білоруська | 0,76 %   |
| вірменська | 0,57 %   |
| молдовська | 0,57 %   |
| румунська  | 0,38 %   |
| інші       | 0,56 %   |

## Уродженці
- Вівчаренко Клавдія Олександрівна — Герой Соціалістичної Праці.

## Економіка
Поруч з Пелагеївкою працює рибне підприємство ОП "САЗАН". Підприємство розводить плітку, окуня, товстолобиків, щуки, судак, амури, карасі, каропи .